# Claudia Losch
Claudia Losch (Wanne-Eickel, 10 gennaio 1960) è un'ex pesista tedesca, vincitrice di un titolo olimpico a Los Angeles 1984, un titolo mondiale indoor nel 1989 e tre titoli europei indoor (1986, 1988, 1990).

## Palmarès
| Anno | Manifestazione  | Sede         | Evento         | Risultato | Misura  | Note |
| ---- | --------------- | ------------ | -------------- | --------- | ------- | ---- |
| 1983 | Universiadi     | Edmonton     | Getto del peso | Argento   | 18,81 m |      |
| 1983 | Mondiali        | Helsinki     | Getto del peso | 7ª        | 19,72 m |      |
| 1984 | Europei indoor  | Göteborg     | Getto del peso | Argento   | 20,23 m |      |
| 1984 | Olimpiadi       | Los Angeles  | Getto del peso | Oro       | 20,48 m |      |
| 1985 | Europei indoor  | Pireo        | Getto del peso | Argento   | 20,59 m |      |
| 1986 | Europei indoor  | Madrid       | Getto del peso | Oro       | 20,48 m |      |
| 1986 | Europei         | Stoccarda    | Getto del peso | 4ª        | 20,54 m |      |
| 1987 | Mondiali indoor | Indianapolis | Getto del peso | Bronzo    | 20,14 m |      |
| 1987 | Mondiali        | Roma         | Getto del peso | 4ª        | 20,73 m |      |
| 1988 | Europei indoor  | Budapest     | Getto del peso | Oro       | 20,39 m |      |
| 1988 | Olimpiadi       | Seul         | Getto del peso | 5ª        | 20,27 m |      |
| 1989 | Mondiali indoor | Budapest     | Getto del peso | Oro       | 20,45 m |      |
| 1990 | Europei indoor  | Glasgow      | Getto del peso | Oro       | 20,64 m |      |
| 1990 | Europei         | Spalato      | Getto del peso | 4ª        | 19,92 m |      |
| 1991 | Mondiali        | Tokyo        | Getto del peso | 4ª        | 19,74 m |      |

## Riconoscimenti
- Vince il premio Rudolf-Harbig-Gedächtnispreis dell'anno 1990.